# Електронний квиток (цивільна авіація)

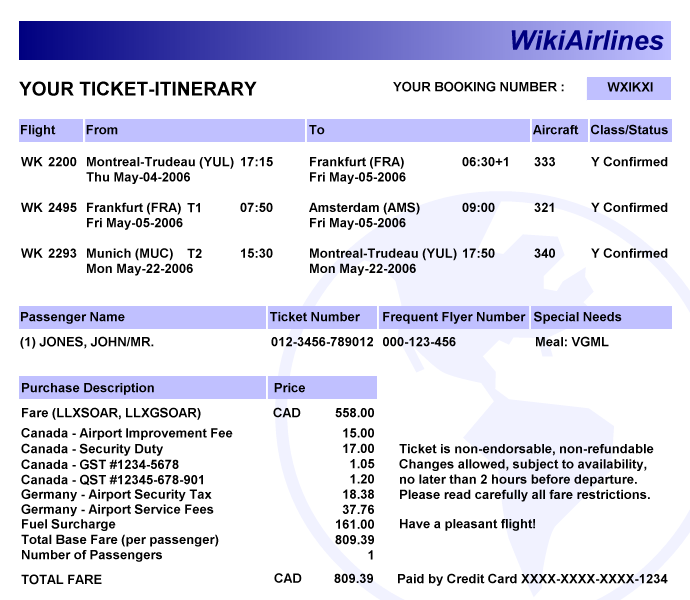
Приклад електронного квитка

Електронний квиток або e-ticket — це електронний документ, що засвідчує договір повітряного перевезення між пасажиром та  авіакомпанією. На відміну від паперового  авіаквитка, електронний квиток являє собою цифровий запис в  базі даних авіакомпанії.

## Недоліки технології паперових квитків
Технології застосування традиційних паперових авіаквитків створювалися у першій половині XX століття з урахуванням можливостей застосовувалися у той час технологій зберігання, передачі та обробки інформації. Зокрема, для зберігання інформації застосовувалися паперові носії, для передачі — телеграфні та телефонні голосові канали, для пошуку інформації великі сховища паперових носіїв проглядалися очима. Використані технології не дозволяли проводити в масовому порядку за прийнятно короткий час навіть вибіркову перевірку авіаквитків, які надавалися пасажирами для отримання послуг перевезення або для повернення коштів при відмові від перевезення. Таким чином, виписаний квиток мав бути сам по собі носієм інформації, яка необхідна для надання послуг і відповідних грошових розрахунків. Разом з тим, на різних стадіях процесу продажу квитків і перевезення пасажира теоретично можливі навмисні зловмисний дії щодо фальсифікації інформації про укладені договори перевезення з метою незаконного отримання будь-якої фінансової вигоди. (Наприклад, у законно купленной квитку виправляти інформація про маршрут і ціну квитка на більш високу, після чого такий квиток пред'являється до повернення. Також відомі випадки оформлення підроблених квитків на викрадених бланках та інші види махінацій). В результаті цих та багатьох інших чинників були вироблені спеціальні заходи з проведення процедур продажу авіаквитків. Зокрема, існували такі обмеження:
1. Авіаквиток повинен бути випущений на спеціальному бланку, який забезпечений засобами захисту від підробок (наприклад, папір з водяними знаками).
2. Бланки авіаквитків повинні бути бланками суворої звітності, у відношенні яких діють спеціальні правила обліку, зберігання, передачі для використання, утилізації.
3. Процедура випуску авіаквитка мала на увазі копіювання інформації з квитка на інші носії інформації (наприклад, відривні купони квитка) і передачу цих носіїв в інші підприємства для обліку, використання, прийому до виконання, архівування та інших цілей.
Все це робило процедуру випуску авіаквитка досить дорогим. Є відомості, що витрати авіакомпаній на випуск бланків квитків та інші витрати, пов'язані власне з організацією продажу квитків на паперових бланках, сягали 10 доларів за кожен проданий квиток.

## Переваги електронного квитка
В кінці XX століття ситуація зі зберіганням, передачею, обробкою і пошуком інформації істотно змінилася. Істотно зросли швидкість передачі та обробки інформації, а також ємність інформаційних сховищ і швидкість пошуку інформації. Все це зробило можливим появу технології електронних квитків.
На відміну від паперового квитка, електронний квиток являє собою сукупність записів в базах даних різних комп'ютерних систем. Для електронного квитка не потрібен спеціальний бланк — вся інформація зберігається в пам'яті комп'ютера і при необхідності швидко передається з одного комп'ютера на інший. Відповідно, знижуються витрати авіакомпаній на виготовлення бланків і їх обіг. Далі, з розвитком засобів електронної комерції та електронних платежів з'являється можливість оплати авіаквитка за допомогою автоматизованих пристроїв (банкомати, платіжні термінали, банківські комп'ютерні системи). Таким чином, скорочуються витрати авіакомпаній та агентів з продажу квитків на організацію грошового обігу.
Крім того, впровадження технологій електронного квитка дозволяє знизити і деякі інші витрати.

## Бронювання електронних квитків
Бронювання електронних квитків може здійснюватися як традиційним способом (через операторів і комп'ютерні системи бронювання), так і самостійно пасажирами через інтернет-сайти авіакомпаній і агентств. Оплата квитка також може відбуватися як традиційним способом (готівкою касиру), так і за допомогою засобів електронних платежів.

## Сайти продажу електронних квитків
Електронний квиток можна самостійно  купити в інтернеті на спеціальних сайтах. Переваги інтернет-купівлі квитка полягають в тому, що особа що бронює квиток отримує повну інформацію про всі можливі перельоти, запропонованих авіакомпаніями на даному маршруті, а також бачить структуру утворення ціни авіаквитка, із зазначенням плати за саму перевезення і зборів аеропорту. Покупка здійснюється набагато швидше стандартної покупки через ТУРБЮРО.
Купівля та оплата електронного квитка здійснюється на сайтах, які підключені до ресурсів продаж квитків авіакомпаній. Для оплати приймається кредитна картка. Підтвердження про покупку надсилається на електронну адресу.

## Маршрут-квитанція
Маршрут-квитанція — це інформація про факт бронювання та оплати електронного квитка, роздрукована на папері. На відміну від паперових квитків, для маршрут-квитанції не потрібні спеціальні бланки. Маршрут-квитанція друкується на звичайному папері на звичайному комп'ютерному принтері. Якщо пасажир бронює квиток самостійно — йому надається можливість самостійно роздрукувати маршрут-квитанцію.

## Реєстрація на рейс
Реєстрація пасажирів на рейс здійснюється через комп'ютерну систему управління відправки пасажирів, встановлену в аеропорті. Попередньо в цю систему передається з систем бронювання інформація про випущені квитки (електронних і паперових). При реєстрації пасажира за допомогою електронного авіаквитка пред'являти маршрут-квитанцію не обов'язково — вся необхідна інформація вже є в системі. При реєстрації незалежно від типу квитка пасажиру видається талон посадки, який є основним документом для пропуску пасажира в зону передпольотного догляду і посадки в літак. Такий підхід уніфікує роботу співробітників аеропорту на етапі від реєстрації пасажира до його посадки в літак.

## Проект IATA E-ticketing
2004 Міжнародна асоціація повітряного транспорту запустила програму Simplifying the Business з реформування індустрії комерційних авіаперевезень. В рамках цієї програми до 1 червня 2008 року успішно завершено проект E-ticketing з переходу на 100% використання електронних квитків.

## Позначки на авіаквитках
- Stopover — індикатор «стоповер» Х/О (так/ні): «Х» — у випадку, якщо пасажир не затримується більш ніж на добу; «О» — якщо в цьому місті пасажир зупиняється більш ніж на 24 години.
- OW/RT (one-way/round trip) — квиток туди/туди, назад.
- Carrier — перевізник (дволітерний код компанії перевізника).
- Name of passanger — прізвище та ім'я пасажира (латинськими літерами).
- MEALS — бортове харчування: Included — харчування входить у вартість квитка; NO/N MEALS — харчування не входить у вартість квитка (оплачується додатково).
- Class: F/P/A — перший клас; J/C/D/I/Z — бізнес-клас; W/S/Y/B/H/K/L/M/N/Q/T/V/X — економ-клас.
- Flight — номер рейсу.
- FromTo — маршрут рейсу.
- Status — статус бронювання: OK — гарантує місце в салоні; NS — відсутність місця в салоні для дітей молодше 2-х років; RQ/SA — негарановане бронювання (переліт можливий тільки за умови вільних місць).
- PC (Baggage Piece Concept) — норма безкоштовного перевезення багажу в кілограммах: OPC — квиток за тарифом «без багажу» або «тільки ручна поклажа»; 1PC — одне місце багажу на одного пасажира; 2PC — два місця багажу на одного пасажира[1].